# Mèo Oggy và những chú gián tinh nghịch (mùa 7)
Mèo Oggy và những chú gián tinh nghịch - Mùa 7 (tiếng Pháp: Oggy et les Cafards - Saison 7, tiếng Anh: Oggy and the Cockroaches - Season 7) là chương trình Gulli

## Mùa 7 (2018-2019)[1]
Lưu ý: trong mùa này cũng sẽ có những tập mới, không làm lại từ mùa 1 và 2 (được đánh dấu X ở cột "Làm lại từ")
| Tổng hợp số tập | Số tập | Tên tập phim (tiếng Việt)                   | Tên tiếng Anh                      | Được viết bởi               | Nghệ sĩ kịch bản bởi               | Đạo diễn chính Đạo diễn phụ | Làm lại từ                                    |
| --------------- | ------ | ------------------------------------------- | ---------------------------------- | --------------------------- | ---------------------------------- | --------------------------- | --------------------------------------------- |
| 424             | 1      | Thư viện hỗn loạn                           | Library Hysteria                   | Olivier Jean-Marie          | Olivier Poirrete                   | Patrick Ducruet             | Đó là một chặng đường dài xuống               |
| 425             | 2      | Người canh giữ vàng                         | Well Guarded Gold                  | Paul Nougha                 | Olivier Jean-Marie                 | Patrick Ducruet             | Tù nhân yêu thương của tôi                    |
| 426             | 3      | Làm giàu                                    | The Black Gold Rush                | Olivier Jean-Marie          | Zyk                                | Patrick Ducruet             | Thứ bảy Cơn sốt đen                           |
| 427             | 4      | Trông trẻ                                   | Oggy the Babysitter                | Olivier Jean-Marie          | Thomas Szabo                       | Patrick Ducruet             | Đừng đưa nôi!                                 |
| 428             | 5      | Những hồn ma ám ảnh Oggy                    | Ghost Hunting                      | Olivier Jean-Marie          | François Reczulski                 | Patrick Ducruet             | Thợ săn ma                                    |
| 429             | 6      | Đứa trẻ rít                                 | The Whiz-Kid                       |                             |                                    | Patrick Ducruet             | Đứa con tinh thần                             |
| 430             | 7      | Máy bay không người lái bị mất kiểm soát    | Drone Out of Control!              |                             |                                    | Jean-Christophe Dessaint    | X                                             |
| 431             | 8      | Khung xương Oggy                            | Oggy's Exoskeleton                 |                             |                                    | Patrick Ducruet             | Tệp tin kỹ thuật                              |
| 432             | 9      | Những con gián linh thiêng                  | The Sacred Roaches                 |                             |                                    | Patrick Ducruet             | Pha-ra-ông                                    |
| 433             | 10     | Tẩy trắng                                   | Bleached!                          |                             |                                    | Patrick Ducruet             | Đen và Trắng                                  |
| 434             | 11     | Hội chợ                                     | Wild Rides at the Fair             |                             |                                    | Patrick Ducruet             | Lễ hội Carnival ở Thị trấn                    |
| 435             | 12     | Oggy rừng                                   | Oggy's Jungle                      |                             |                                    | Patrick Ducruet             | Khu vườn kinh dị                              |
| 436             | 13     | Nhiệm vụ cây thông                          | Xmas Tree Quest                    |                             |                                    | Patrick Ducruet             | Hòa bình Xanh                                 |
| 437             | 14     | Hoảng loạn trên không                       | Panic In The Air                   |                             |                                    | Patrick Ducruet             | Lo ngại về độ cao                             |
| 438             | 15     | Câu lạc bộ bãi biển của Oggy                | Oggy's Beach Club                  |                             |                                    | Patrick Ducruet             | Cuộc sống là một bãi biển                     |
| 439             | 16     | Oggy và chiếc vòng đeo tay không thông minh | Oggy and the Not So Smart Bracelet |                             |                                    | Jean-Christophe Dessaint    | X                                             |
| 440             | 17     | Thiền học Oggy                              | Zen Oggy                           |                             |                                    | Patrick Ducruet             | Điện hoa                                      |
| 441             | 18     | Oggy nuôi ốc sên                            | Oggy Snail Farmer                  |                             |                                    | Patrick Ducruet             | Oggy có ốc sên                                |
| 442             | 19     | Thể thao trong nhà                          | Extreme Indoor Sports              |                             |                                    | Jean-Christophe Dessaint    | X                                             |
| 443             | 20     | Con chuột máy tấn công                      | Mouse Attack                       |                             |                                    | Patrick Ducruet             | Máy khuấy chuột                               |
| 444             | 21     | Sức mạnh của tình yêu                       | The Power Of Love                  |                             |                                    | Patrick Ducruet             | Cứ liều thử đi, Jack                          |
| 445             | 22     | Gấu bông của Oggy                           | Oggy's Teddy Bear                  |                             |                                    | Jean-Christophe Dessaint    | X                                             |
| 446             | 23     | Đoán xem ai trong tủ lạnh?                  | Guess Who's in the Fridge?         |                             |                                    | Patrick Ducruet             | Chỗ chim cánh cụt hỗn loạn                    |
| 447             | 24     | Những con gián chuyển nhà                   | The Roaches' Move                  |                             |                                    | Patrick Ducruet             | Vượt giới hạn                                 |
| 448             | 25     | Nhảy tự do                                  | Freefall Jump                      | Olivier Jean-Marie          | Olivier Jean-Marie                 | Patrick Ducruet             | Nhảy dù                                       |
| 449             | 26     | Oggy đam mê tốc độ                          | Oggy at Top Speed                  |                             |                                    | Patrick Ducruet             | Đua xe trong nhà                              |
| 450             | 27     | Bên trong Oggy                              | Inside Oggy                        |                             |                                    | Patrick Ducruet             | Bên trong cơ thể                              |
| 451             | 28     | Kính nhìn xuyên thấu                        | Roach Vision                       |                             |                                    | Jean-Christophe Dessaint    | X                                             |
| 452             | 29     | Chào mừng đến với sao Hỏa                   | Welcome to Mars                    |                             |                                    | Patrick Ducruet             | Sứ mệnh đến Trái đất                          |
| 453             | 30     | Chuyến tàu cao tốc                          | Roach Express                      |                             |                                    | Patrick Ducruet             | Xin đừng nhoài người ra khỏi cửa sổ           |
| 454             | 31     | Trò chơi Oggymon Go                         | Oggymon Go                         |                             |                                    | Jean-Christophe Dessaint    | X                                             |
| 455             | 32     | Lái cây chổi                                | Broom Driving                      |                             |                                    | Patrick Ducruet             | Oggy và cây chổi thần                         |
| 456             | 33     | Oggy học cách bơi hay là không              | Oggy Learns to Swim or Not         | Olivier Jean-Marie          | Marc Gordon-Bates                  | Patrick Ducruet             | Tận cùng                                      |
| 457             | 34     | Để tôi giúp một tay, Oggy                   | Lend Me a Hand, Oggy!              |                             |                                    | Jean-Christophe Dessaint    | X                                             |
| 458             | 35     | Oggy đi du lịch                             | Oggy's Vacations                   |                             |                                    | Patrick Ducruet             | Oggy Lên đường                                |
| 459             | 36     | Lặn bãi rác                                 | Dumpster Diving                    |                             |                                    | Patrick Ducruet             | Bãi rác                                       |
| 460             | 37     | Oggy tại nhà hát                            | Oggy at the Opera                  |                             |                                    | Patrick Ducruet             | 1 đêm tại nhà hát Opera                       |
| 461             | 38     | Oggy kẹt trên tờ giấy                       | Oggy Copy Cat                      |                             |                                    | Patrick Ducruet             | Giấy đuổi theo                                |
| 462             | 39     | Cậu anh trai của những chú gián             | A Roachneck Cousin                 |                             |                                    | Patrick Ducruet             | Chú gián da trắng                             |
| 463             | 40     | Chia sẻ Oggy                                | Sharing Oggy                       |                             |                                    | Jean-Christophe Dessaint    | X                                             |
| 464             | 41     | Thang máy của Oggy                          | Oggy's Elevator                    |                             |                                    | Patrick Ducruet             | Đi lên                                        |
| 465             | 42     | Ca điều trị đặc biệt                        | A Very Special Treatment           | John Loy Olivier Jean-Marie | Olivier Jean-Marie                 | Patrick Ducruet             | Phòng cấp cứu                                 |
| 466             | 43     | Chiếc cần cẩu                               | Oggy Cranes His Neck               |                             |                                    | Jean-Christophe Dessaint    | X                                             |
| 467             | 44     | Và người chiến thắng là... Deedee!          | And the Winner is... Deedee!       |                             |                                    | Patrick Ducruet             | Sữa ăn kiêng                                  |
| 468             | 45     | Oggy đi Paris                               | Oggy Goes to Paris                 |                             |                                    | Patrick Ducruet             | Chào mừng đến với Paris                       |
| 469             | 46     | Độ cao chóng mặt!                           | Vertigo!                           | Olivier Jean-Marie          | François Reczulski                 | Patrick Ducruet             | Sự trỗi dậy và sự sụp đổ                      |
| 470             | 47     | Tủ lạnh được bảo vệ an ninh cao             | High Security Fridge               |                             |                                    | Patrick Ducruet             | Bị dính bẫy                                   |
| 471             | 48     | Dân golf chuyên nghiệp                      | The Golf Pro                       |                             |                                    | Patrick Ducruet             | Sân golf                                      |
| 472             | 49     | Hồ biến lúc nửa đêm                         | At the Stroke of Midnight          | Olivier Jean-Marie          | Olivier Jean-Marie                 | Patrick Ducruet             | Bí ngô của cô tiên                            |
| 473             | 50     | Gián ngoài hành tinh                        | Alien Roaches                      |                             |                                    | Patrick Ducruet             | Gián vũ trụ                                   |
| 474             | 51     | Chiếc hộp cười                              | The Laugh Box                      |                             | Thomas Szabo                       | Patrick Ducruet             | Sitcom                                        |
| 475             | 52     | Giấu và đi râu ria                          | Hide And Go Whiskers!              |                             |                                    | Jean-Christophe Dessaint    | X                                             |
| 476             | 53     | Lối ra đâu rồi?                             | Where's the Exit?                  | Nicolas Gallet              | Ludovic Hell                       | Patrick Ducruet             | Thiếu trong hành động                         |
| 477             | 54     | Bị lấy não                                  | Brainy Roaches                     |                             |                                    | Patrick Ducruet             | Đồ chơi sống                                  |
| 478             | 55     | Chăm sóc người hàng xóm                     | Nursing the Neighbor               | Nicolas Le Nevé             | Jean-François Galataud Eric Dragon | Jean-Christophe Dessaint    | X                                             |
| 479             | 56     | Chuyến tham quan vũ trụ                     | Space Journey                      | Olivier Jean-Marie          | Charles Vaucelle                   | Patrick Ducruet             | Lạc trong không gian                          |
| 480             | 57     | Trận đấu boxing                             | Boxing Match                       | Michel Gaudelette           | Francois Rosso                     | Patrick Ducruet             | Trận đấu quyền anh                            |
| 481             | 58     | Lạnh cứng                                   | Freezing Cold                      | Olivier Jean-Marie          | Charles Vaucelle                   | Patrick Ducruet             | Giữ mát!                                      |
| 482             | 59     | Một chuyến tàu mơ mộng                      | A Dreamy Cruise                    | Olivier Jean-Marie          | Francois Rosso                     | Patrick Ducruet             | Nguy hiểm! Nguy hiểm!                         |
| 483             | 60     | Oggy bị thôi miên                           | Hypnotic Oggy                      | Nicolas Gallet              | Francois Rosso                     | Patrick Ducruet             | Thôi miên                                     |
| 484             | 61     | Cuộc sống như sở thú                        | Life's a Zoo                       |                             |                                    | Jean-Christophe Dessaint    | X                                             |
| 485             | 62     | Câu cá điên cuồng                           | Fishing Frenzy                     |                             |                                    | Patrick Ducruet             | Câu cá vui đùa                                |
| 486             | 63     | Con rắn và đồ ăn vặt                        | Snake and Snacks                   |                             |                                    | Patrick Ducruet             | Cảnh báo! Trăn xiết mồi trên đường chạy trốn! |
| 487             | 64     | Con chó sói                                 | The Big Bad Wolf                   |                             |                                    | Jean-Christophe Dessaint    | X                                             |
| 488             | 65     | Những bộ môn thể thao khác nhau             | Poor Sports                        |                             |                                    | Jean-Christophe Dessaint    | X                                             |
| 489             | 66     | Những chú gián khổng lồ                     | The Giant Roaches                  |                             |                                    | Patrick Ducruet             | Oggy và chú gián khổng lồ                     |
| 490             | 67     | Máy bán đồ ăn tự động                       | The Food Dispenser                 |                             |                                    | Jean-Christophe Dessaint    | X                                             |
| 491             | 68     | Lên, lên và lên                             | Up, Up and Up!                     |                             |                                    | Patrick Ducruet             | Lên đến ... Không tốt!                        |
| 492             | 69     | Đại tướng Jack                              | General Jack                       |                             |                                    | Patrick Ducruet             | Nhà độc tài                                   |
| 493             | 70     | Trở lại trường học                          | Back To School                     |                             |                                    | Jean-Christophe Dessaint    | X                                             |
| 494             | 71     | Tin giả                                     | Fake News                          |                             |                                    | Jean-Christophe Dessaint    | X                                             |
| 495             | 72     | Máy móc                                     | The Machine                        | Michel Gaudelette           | Zyk                                | Patrick Ducruet             | Jack-ở-trong-hộp (Jack-in-a-box)              |
| 496             | 73     | Ai lau nhà?                                 | Whose Turn To Do the Dishes?       | Nicolas Le Nevé             | Alexis Madrid                      | Jean-Christophe Dessaint    | X                                             |
| 497             | 74     | Nói nhảm                                    | Blah Blah Blah                     | Olivier Jean-Marie          | François Rosso                     | Patrick Ducruet             | Nói nhiều                                     |
| 498             | 75     | Kiến cổ                                     | Alpine Antics                      | Olivier Jean-Marie          | Lionel Allaix                      | Patrick Ducruet             | Bọ trượt tuyết                                |
| 499             | 76     | Tìm kiếm tài năng Oggy                      | Oggy's Got Talent!                 | Jean-Christophe Dessaint    | Jean-Christophe Dessaint           |                             | X                                             |
| 500             | 77     | Cuộc săn phù thủy                           | The Witch Hunt                     | Jean-Christophe Dessaint    | Jean-Christophe Dessaint           |                             | X                                             |
| 501             | 78     | Chạy đến nơi trú ẩn                         | Run for Shelter                    | Jean-Louis Capron           | Patrick Claeys                     | Patrick Ducruet             | Bao vây                                       |